# 屠蒯
屠蒯，春秋后期晋国人，《礼记》作杜篑。担任膳宰（主持饮食）。
前533年（周景王十二年、魯昭公九年、晉平公二十五年）六月，荀盈出使齐国，回程，死在途中。停棺在绛地，没有安葬。晋平公在寝宫喝酒奏乐。屠蒯听到钟乐之声，快步走进寝宫，斟酒给乐工（《礼记》作師曠）、宠臣嬖叔（《礼记》作李调）喝，批评他们作为国君的耳目，在大臣忌日奏乐饮酒。而且自罚一杯，说两个侍候国君的人失职，国君没有下令治罪，自己只是膳宰，不管吃饭的事情，却劝说君主，也有罪过。晋平公说自己也有过错，让他斟酒罚自己。他把酒杯（觯）斟满后高高举起，平公说我死以后也不要丢弃这个酒杯，宣布撤除了酒宴。从此之后，人民敬完酒，都要高举酒杯，被称为“杜举”。前525年（周景王二十年、鲁昭公十七年、晋顷公元年）晋顷公派屠蒯去到周朝，请求祭祀洛水和三涂山。萇弘看到屠蒯的脸色凶猛，认为晋国不是为了祭祀，怕是为了进攻戎人。九月，晋国的荀吴领兵灭亡了陆浑之戎。《汉书·古今人表》将屠蒯列为中中第五等。